# Le Temps d'Anna
Pour plus de détails, voir Fiche technique et Distribution.
Le Temps d'Anna est un téléfilm suisse réalisé par Greg Zglinski et diffusé le 9 septembre 2016 sur Arte.

## Synopsis
De 1917 à 1933, l'histoire d'amour de Jean, ouvrier horloger et Anna, issue d'une famille noble. Jean créé son atelier et une montre-bracelet de sa firme, puis il invente la montre étanche, alors que son épouse sombre dans la schizophrénie. « Qui veut mourir ou vaincre est vaincu rarement » est la citation récurrente qui tient lieu de fil rouge ; elle est tirée de la pièce de théâtre  de Pierre Corneille, Horace.

« Qui veut mourir, ou vaincre, est vaincu rarement :

Ce noble désespoir périt malaisément. »

— Pierre Corneille, Horace, Augustin Courbé, 1640 (BNF 30271635, lire sur Wikisource)

## Fiche technique
- Autre titre original : Annas Zeit (de) (Suisse)
- Réalisateur : Greg Zglinski
- Scénario : Noémie Kocher, Henri Helman
- Photographie : Pietro Zuercher
- Montage : Urszula Lesiak
- Musique : Bartosz Chajdecki
- Sociétés de production : CAB production, RTS1, Arte
- Genre : Drame familial
- Durée : 90 minutes
- Dates de diffusion : 
  - 16 mars 2016 sur toutes les chaînes de la SSR
  - 9 septembre 2016 sur Arte

## Distribution
- Mathieu Simonet :	Jean Schaeffer
- Gaëlle Bona : Anna von Rohr
- Isabelle Caillat : Élisabeth Grimm
- Jean-Charles Clichet : Abraham Blum
- Baptiste Coustenoble : Gaspard Sandoz
- Antonin Schopfer : Le caporal français
- Jean-Pierre Gos :	Girard
- Loris Godel : Jean (10 ans)
- Helio Thiémard : Madeleine (crédité Solange Thiémard)
- Monica Budde : Mathilde von Rohr
- Sarah-Lise Salomon Maufroy : Marie Blum

## Production
- La scénariste Noémie Kocher s'est inspirée de l'histoire de ses arrières-grands-parents. Son arrière-grand-père Georges Schaeren, horloger, créa en 1918 la marque de montres Mido, connue pour être une pionnière dans l'horlogerie de précision. Quant à son arrière-grand-mère, elle est atteinte de schizophrénie[2].
- Le tournage a lieu en mai et juin 2015 dans le canton de Neuchâtel en Suisse[3].